# Bloody Benders
Bloody Benders, o també coneguts com la Família Bender, era una família d'assassins en sèrie que vivia i operava al comtat de Labette, Kansas, des de maig de 1871 fins a desembre de 1872. La família estava formada per John Bender i la seva dona, Elvira, el seu fill, John Jr., i la seva filla, Kate. Mentre que la mitologia de Bender sosté que John Jr. i Kate eren germans, els diaris contemporanis van informar que diversos veïns de Benders havien afirmat que afirmaven estar casats, possiblement un matrimoni de fet.
Tot i que no hi ha un nombre definitiu, les estimacions calculen que els Benders van matar almenys una dotzena de viatgers abans de descobrir-se els seus crims. El destí de la família continua sent desconegut, amb teories que van des del linxament de la família fins a una escapada amb èxit. S'ha generat molt de folklore i llegenda envolta els Benders, cosa que fa difícil separar els fets de la ficció.

## Antecedents
L’octubre de 1870, cinc famílies d'espiritistes van establir la seva residència al municipi d’Osage i al voltant del comtat de Labette al nord-oest, aproximadament unes 7 mi (11 km) al nord-est d’on s'establiria Cherryvale set mesos després. Una de les famílies era John Bender Sr. i John Bender Jr., que va registrar 160 acres (65 ha) de terreny situat al costat del Great Osage Trail, que aleshores era l’única carretera oberta per viatjar més cap a l’oest. Després d’una cabana, es va construir un graner amb un corral i un pou, i a la tardor de 1871 van arribar Elvira Bender i la filla Kate, i la cabana va ser dividida en dues habitacions per una cortina. Els Benders utilitzaven l'habitació més petita de la part posterior per a estances, mentre que l'habitació del davant es convertia en una "botiga general" on es venien alguns articles secs. La part frontal també contenia la cuina i la taula de menjador, on els viatgers podien parar a menjar o fins i tot passar la nit. Elvira i Kate Bender també van plantar una superfície de 2-acre (0.81 ha) d'hort i pomera al nord de la cabana.

## Familia Bender
John Bender Sr., tenia al voltant dels 60 anys i parlava molt poc l'anglès. Quan parlava tenia una veu tan gutural que normalment era inintel·ligible. Segons una edició del 23 de maig de 1973 del The Emporia News, John Bender podia estar identificat també com a William Bender. Elvira Bender, qui també presumptament parlava molt poc l'anglès, tenia 55 anys d'edat i era tan esquerpa que els seus veïns l'anomenaren "she-devil" o "ella la diable".
John Bender Jr. tenia al voltant de 25 anys, d'aspecte atractiu i cabell castany amb bigoti, parlava amb fluïdesa però amb accent alemany. John era propens a riure animosament, cosa que va fer que se'l considerés "mig-enginyós". Kate Bender, qui tenia al voltant 23, va ser considerada també atractiva i que parlava bé l'anglès amb una mica d'accent. Autoproclamada com a vident i psíquica, va distribuir fulls volants que anunciaven els seus poders sobrenaturals i la seva habilitat de curar malalties. També va conduir sessions d'espiritisme i va donar conferències sobre l'espiritualisme, a més d'obtenir notorietat per defensar l'amor lliure. La popularitat de Kate va esdevenir una atracció gran per la fonda dels Benders. De totes maneres els ancians Benders es mantenien sols, i Kate i el seu germà assistien a l'escola dominical a Harmony propera a Grove.
Els Benders eren àmpliament coneguts per ser immigrants alemanys. No tenien però cap documentació o prova definitiva de les seves relacions i parentius, d'on van néixer ni se'n va trobar mai res. John Bender Sr. podia ser de qualsevol indret d'Alemanya o dels Països Baixos i es creia per alguna gent que el seu nom originari era John Flickinger. Segons diaris contemporanis, Elvira va néixer a Almira Hill Mark (sovint malinterpretat com "Meik") a les muntanyes Adirondack; es va casar amb Simon Mark, amb qui va declarar haver tingut 12 nens. Més tard, es va casar amb William Stephen Griffith. Elvira va ser sospitosa d'haver assassinat diversos marits, però cap dels rumors es va poder provar. Kate seria coneguda com la cinquena filla d'Elvira. Alguns dels veïns dels Benders declararen que John i Kate no serien ben bé germà i germana sinó de fet marit i muller.
Dels qui els van conèixer i descriure, se'n conegué el següent: "El vell era un brutal repugnant, horrible, sense un tret redemptor, brut, profà i malhumorat." "La vella senyora Bender era una amb camisa holandesa bruta. El seu rostre era una imatge adequada de la margarida de mitjanit que teixia l'encanteri ambició assassina sobre l'ànima de Macbeth". "El jove Bender, quan se'l veia emocionat, recordava les hienes que regiren les sepultures". "Kate es proclamava responsable de què ningú se salvés". Ella professava ser una mèdium i practicant de l'espiritualisme, i va impartir conferències sobre el tema. En les seves conferències ella públicament declarava que l'assassinat podria ser un dictat pel bé, i que allò que pot sembla per la resta del món com obra de vilesa, en la seva ànima es podia llegir com una obra valenta, noble i humana. Defensava l'"amor lliure", i denunciava tots els controls socials per la promoció de la puresa i la prevenció dels actes carnals, el qual va anomenar com "requisits miserables d'una societat auto constituïda". Va mantenir relacions carnals amb el seu germà, i proclamà el seu dret personal a fer-ho, que plasmà en un manuscrit trobar d'una conferència seva: "Ens hem de limitar a un sol amor i negar a la nostra naturalesa la influència adequada?... Tot i que es tracta d'una passió d'un germà per la seva pròpia germana, dic que no s'ha de sufocar".

## Morts i desaparicions
El maig de 1871, el cos d'un home anomenat Jones, amb el seu crani aixafat i un tall a la gola, va ser descobert a Drum Creek. El propietari de Drum Creek va ser el principal sospitós en un primer moment, però no se'l va detenir. El febrer de 1872, els cossos de dos homes van ser trobats amb diverses lesions similars a les de Jones. I el 1873, van començar a sovintejar els informes de persones desaparegudes que havien passat a través d'aquella àrea geogràfica, i les històries van ser tan comunes que els viatges van anar evitant passar per allà.
L'àrea era ja àmpliament coneguda per "lladres de cavall i gent malvada", i els vigilantes locals sovint "van arrestar" algunes persones per les desaparicions, però més tard les acabaven alliberant les autoritats. Molts homes innocents sota sospita foren expulsats del comtat per aquests vigilantes.

## Caiguda
A l'hivern de 1872, George Newton Longcor i la seva filla petita, Mary Ann, abandonaren la ciutat d'Independence (Kansas), i se n'anaren cap a Iowa i mai més varen tornar a ser vistos altre cop. A la primavera de 1873, un veí de Longcor, William Henry York, va anar a buscar-los i preguntà a diverses fondes al llarg de la via. York va arribar a Fort Scott, i el 9 de març quan començava el viatge de retorn cap a Independence no va arribar mai més a casa.
El doctor York tenia dos germans: Ed York, que vivia a Fort Scott, i el coronel Alexander M. York, veterà de la Guerra Civil, advocat i membre del Senat de l'Estat de Kansas per Independence que, el novembre de 1872, havia estat fonamental per exposar el senador nord-americà Samuel Suborn de C. Pomeroy als legisladors estatals en la seva candidatura per la reelecció. Tots dos van saber dels plans de viatge de William i, quan va fallar a retornar a casa, van iniciar-ne la recerca. York vestit de coronel, dirigí una empresa d'uns cinquanta homes, que anaren preguntant cada viatger al llarg camí i visitaren tots els masos de l'àrea.
El 28 de març de 1873, York el Coronel va arribar a la fonda dels Benders juntament amb Johnson, explicant a ells que el seu germà hi havia anat i havia desaparegut, preguntant si l'havien vist. Els Benders van admetre que York hi havia quedat amb ells i van suggerir la possibilitat que després aquest hagués tingut algun problema amb els Indis. York el Coronel va acordar que això era possible i quedaren per sopar. El 3 d'abril, York el Coronel va retornar a la fonda amb homes armats després de ser informat que una dona hi havia fugit de la fonda després de ser atacada amb ganivets per Elvira Bender. Elvira presumptament va fer veure que no entenia l'interrogatori en anglès, mentre els més joves dels Benders varen negar la reclamació.
Quan York va repetir l'interrogatori, Elvira va enrabiar-se, va dir que era una bruixa i que li havia maleït el cafè, va ordenar als homes que abandonessin casa seva, i acabà revelant per primer cop que "el seu coneixement de la llengua anglesa" era molt millor del que havia aparentat fins llavors. Abans que York marxés, Kate li va demanar que tornés sol el divendres a la nit següent i ella utilitzaria les seves habilitats clarividents per ajudar-lo a trobar el seu germà. Els homes de York estaven convençuts que els Benders i una família veïna, els Roaches, eren culpables i volien penjar-los a tots, però York va insistir que calia trobar proves.
Per aquells temps, la comunitat de veïns van començar a difondre acusacions que la comunitat d'Osage seria responsables de les desaparicions, i una entrevista fou concertada amb la localitat d'Osage, a la Harmony Grove Schoolhouse. La reunió va ser assistida per 75 membres locals, incloent-hi el Coronel York i dos membres dels Benders, John Bender Sr. i John Bender Jr.. Després de parlar sobre les desaparicions, incloent-hi la de William York, va ser acordada una recerca exhaustiva per buscar en cada mas des de Big Hill Creek fins a Drum Creek. Malgrat les sospites fortes de York pel que fa als Benders des de la seva visita unes setmanes abans, ningú va supervisar-los ni va notar que els dies següents aquests haguessin fugit.

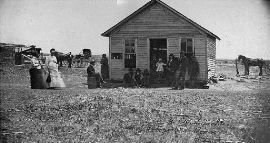
Fonda dels Benders l'endemà que comencessin les excavacions

Tres dies després de la reunió del municipi, Billy Tole conduïa bestiar per la finca dels Bender quan es va adonar que la fonda estava abandonada i que els animals de la granja estaven descuidats. Tole va informar del fet al patró del municipi, però a causa de les inclemències del temps, van passar diversos dies abans que es pogués investigar l'abandonament. El síndic del municipi va demanar voluntaris i diversos centenars van formar un grup de recerca que incloïa al coronel York. Quan la comitiva va arribar a la fonda, van trobar la cabana buida de menjar, roba i objectes personals.
Es va notar una mala olor i es va localitzar una trampa sota el llit de la casa, trampa tancada amb clau. Després d’obrir la trampa, es va comprovar que l’habitació buida de sota, d’1,8 m de profunditat i 2,1 m de quadrat a la part superior per 0,9 metres quadrats a la part inferior, tenia sang coagulada per terra. El terra de lloses de pedra estava trencat a cops de martell, però no es van trobar cossos, i es va determinar que l’olor era de sang que havia xopat el sòl. Els homes van aixecar físicament la cabana i la van moure cap al costat perquè poguessin cavar-hi, però no es van trobar cossos.
Llavors van començar a explorar el terreny al voltant de la cabina amb una vareta metàl·lica, especialment a la terra pertorbada de l’hort i l’hort, on el mateix vespre es va trobar el cos del doctor York, enterrat boca avall amb els peus tot just a sota de la superfície. L'exploració va continuar fins a mitjanit, amb altres nou llocs sospitosos de fossa marcats, sense que els homes estiguessin satisfets d'haver trobat definitivament tots els cossos i haver-los retirat passada la nit. Les excavacions es van reprendre el matí següent; altres vuit cossos van ser trobats en set de les nou presumptes tombes, mentre que un es va trobar al pou, juntament amb diverses parts del cos. A tots excepte a un, els havien esclafat el cap amb un martell i els havien tallat la gola, i es va informar els diaris que tots havien estat "indecentment mutilats". Es va trobar el cos d’una jove sense ferides suficients per causar la mort. Es va especular que havia estat escanyada o enterrada viva.
Un diari de Kansas va informar que la multitud estava tan indignada després de trobar els cossos que un amic dels Benders anomenat Brockman, que estava entre els espectadors, va ser penjat d'una biga a la fonda fins que va quedar inconscient, reviscut i interrogat sobre allò que sabia i penjat de nou. Després de la tercera penjada, el van deixar en llibertat i va trontollar cap a casa "com aquell que va borratxo o desconcertat". Un llibre d'oració catòlic Romà es va trobar a la casa amb notes a l’interior escrites en alemany, que després es van traduir. Els textos deien "Johannah Bender. Nascut el 30 de juliol de 1848", "John Gebhardt va venir a Amèrica l'1 de juliol 18??", "gran dia de la matança, vuit de gener" i "l'infern se'n va anar"".
La història dels assassinats s'estengué per la premsa, i més de tres mil persones entre reporters i gent de molt lluny vingueren sobretot de la Ciutat de Nova York i Chicago, que visitaren el lloc. La cabana dels Bender va ser destruïda i saquejada per caçadors de tresors i records que van agafar tot el que van trobar, incloent-hi maons i pedres de la construcció.
El senador de l’Estat Alexander York va oferir una recompensa de 1.000 dòlars (21.603 dòlars equivalent a l'any 2021) per l’arrest de la família Bender. I el 17 de maig, el governador de Kansas, Thomas A. Osborn, va oferir una recompensa de 2.000 dòlars (43.206 dòlars equivalent a l'any 2021) per la detenció de tots quatre.

## Mètode d'assassinat
S'especulà que quan un hoste s'allotjava a la fonda de "bed and breakfast" dels Benders, els amfitrions donaven a l'hoste un seient d'honor a la taula que es podia accionar sobre una escotilla que donava al celler. Amb l'esquena de la víctima donant a una cortina posterior, Kate distreia el convidat, mentre que John Bender o el seu fill venien de darrere de la cortina i colpejaven l’hoste al costat dret del crani amb un martell. Una de les dones li tallava la gola a la víctima per assegurar-ne la mort. El cos es deixava caure per l'escotilla. Un cop al celler, el cos era despullat i posteriorment enterrat en algun lloc de la propietat, sovint a l’hort. Tot i que algunes de les víctimes havien estat força riques, d'altres havien tingut poc valor, i es va suposar que els Bender les havien matat simplement per l'emoció.
Els testimonis de persones que s'havien allotjat a la fonda dels Benders i havien aconseguit escapar abans de ser assassinats semblaven donar suport al suposat mètode d’execució dels Benders. William Pickering digué que quan es va negar a asseure's a prop de la cortina a causa de les taques que hi havia, Kate Bender el va amenaçar amb un ganivet, i llavors va fugir del local. Un sacerdot catòlic va afirmar haver vist a un dels homes de Bender dissimular un gran martell, moment en què es va sentir incòmode i va marxar ràpidament.
Dos homes que havien viatjat a la fonda per experimentar els poders psíquics de Kate Bender es van quedar a sopar, però s'havien negat a seure a la taula al costat de la cortina, preferint menjar al taulell de la botiga principal. Kate es va tornar abusiva cap a ells i, al cap de poc temps, els dos homes Bender van sortir de darrere de la cortina. En aquell moment, els clients van començar a sentir-se incòmodes i van decidir marxar, un moviment que gairebé segur els va salvar la vida.
Es van trobar més d’una dotzena de forats de bala al terrat i als laterals de la cabina. Els mitjans van especular que algunes de les víctimes havien intentat lluitar després de ser colpejades amb el martell.

## La fugida
Detectius que seguien les vies del tren, acabaren trobant la ruta d'escapada dels Benders, havien abandonat uns cavalls que morien de gana amb una de les eugues, als afores dels límits de la ciutat de Thayer, a 12 mi (19 km) al nord de la fonda. Es va confirmar que a Thayer la família havia comprat bitllets pel ferrocarril a Leavenworth, Lawrence i Galveston per a Humboldt. A Chanute, John Jr i Kate van deixar el tren i van agafar el tren MK&amp;T cap al sud fins a la terminal del comtat de Red River, prop de Denison, Texas. Des d’allà van viatjar a una colònia de fugitius que es creu que es trobava a la regió fronterera entre Texas i Nou Mèxic. No van ser perseguits, ja que els legisladors que seguien els il·legals a aquesta regió sovint mai no tornaven.
Un detectiu va afirmar més tard que havia rastrejat la parella fins a la frontera, on havia trobat a John Jr. mort d’apoplexia. Ma i Pa Bender no van deixar el tren a Humboldt, sinó que van continuar cap al nord fins a Kansas City, on es creu que van comprar bitllets per a St. Louis, Missouri.
Es van formar diversos grups de vigilants per buscar els Bender. Moltes històries diuen que un grup de vigilants en realitat va atrapar als Bender i els va disparar a tots, excepte a Kate, a qui van cremar viva. Un altre grup va afirmar que havien enxampat els Benders i els van linxar abans de llançar els seus cossos al riu Verdigris. Un altre va afirmar haver matat els Benders durant un tiroteig i haver enterrat els seus cossos a un prat. Tanmateix, ningú no va reclamar mai la recompensa de 3.000 dòlars (l'equivalent a 64,808 dòlars l'any 2021).
La història de la fugida dels Benders es va estendre i la recerca va continuar durant els següents 50 anys. Sovint, dues dones que viatjaven juntes eren acusades de ser Kate Bender i la seva mare.
El 1884 es va informar que John Flickinger s'havia suïcidat al llac Michigan. També el 1884, un home gran que coincideix amb la descripció de Pa Bender va ser arrestat a Montana per un assassinat comès a prop de Salmon, Idaho, on la víctima havia estat assassinada per un cop de martell al cap. Es va enviar un missatge per demanar una identificació positiva a Cherryvale, però el sospitós es va tallar el peu per fugir dels ferros de les cames i va morir dessagnat. Quan va arribar un diputat de Cherryvale, la identificació era impossible a causa de la descomposició. Tot i la manca d'identificació, el crani de l'home es va mostrar com el de "Pa Bender" en un saló de Salmon fins que una prohibició va forçar el seu tancament el 1920 i el crani va desaparèixer. Es desconeix si John Flickinger era realment John Bender.

## Detencions
Diverses setmanes després del descobriment dels cossos, Addison Roach i el seu gendre, William Buxton, van ser arrestats com a còmplices. En total, serien arrestats 12 homes "de mala fama en general", inclòs Brockman. Tots havien participat en l'eliminació dels béns robats de les víctimes amb Mit Cherry, membre del comitè de vigilància, implicat per haver falsificat una carta d'una de les víctimes, informant la dona de l'home que havia arribat amb seguretat al seu destí a Illinois. Brockman tornaria a ser arrestat 23 anys després per la violació i l'assassinat de la seva pròpia filla de 18 anys.
El 31 d’octubre de 1889 es va informar que una dona anomenada Almira Monroe (aka Mrs. Almira Griffith) i una altra Sarah Eliza Davis havien estat arrestades a Niles, Michigan (sovint denunciat com Detroit) diverses setmanes abans per robatori. Van ser posades en llibertat després de ser declarades no culpables, però van ser immediatament arrestats immediatament pels assassinats dels Bender. Segons el Pittsburgh Dispatch, la filla d'una de les víctimes de Bendersls, Frances E. McCann, havia informat de la parella a les autoritats a principis d'octubre després de localitzar-les. La història de McCann provenia dels somnis que tenia sobre l'assassinat del seu pare, que va comentar amb Sarah Eliza. Les identitats de les dones van ser confirmades més tard per dos testimonis del municipi d'Osage a partir d'una fotografia de tipus ferrotip. A mitjan octubre, el xèrif adjunt LeRoy Dick, administrador del municipi d’Osage que havia encapçalat la recerca de la propietat de Bender, va arribar a Michigan i va detenir la parella el 30 d’octubre, i després la va deixr en llibertat amb càrrecs de robatori. Monroe es va resistir, declarant que no l'atraparien viva, però seria detinguda finalment per les autoritats locals.
Davis va afirmar que Monroe era Bender, però que ella mateixa no era Kate, sinó la seva germana Sara; més tard va signar una declaració jurada en aquest sentit, mentre que Monroe va continuar negant la identificació i al seu torn va acusar Sarah Eliza de ser la veritable Kate Bender. El xèrif adjunt Dick, juntament amb la senyora McCann, van escortar la parella a Oswego, Kansas, on set membres d'un grup de 13 membres van confirmar la identificació i els van condemnar a judici. Una altra de les filles de la senyora Monroe, Mary Gardei, va presentar posteriorment una declaració jurada afirmant que la seva mare (aleshores Almira Shearer), amb el nom d'Almira Marks, realment va estar dos anys a la Detroit House of Corrections el 1872 per l'assassinat de la seva nora, Emily Mark. Els registres de l'empresonament albergaren una còpia de seguretat d’aquesta declaració jurada. En sentir-la, la senyora Monroe va negar qualsevol coneixement sobre Shearer o l’acusació per homicidi i va romandre empresonada amb la seva filla. Originalment previst pel febrer de 1890, el judici es va celebrar al maig. Monroe va admetre que s'havia casat amb Shearer el 1872 i va afirmar que anteriorment ho havia negat, ja que no volia que el tribunal sabés que en aquell moment es deia Shearer i que tenia una condemna per homicidi. El seu advocat també va presentar un certificat de matrimoni que indicava que la senyora Davis s'havia casat a Michigan el 1872, època en què es van cometre diversos assassinats. Es va donar testimoni presencial que la senyora Monroe era Ma Bender. El jutge Calvin va rebutjar la declaració jurada de Mary Gardei; va trobar que altres declaracions jurades que donaven suport a les de Gardei i que eren una prova suficient que les dones mai no podien ser condemnades, i les va donar alliberar totes dues. Les declaracions jurades i altres documents falten al fitxer del comtat de LaBette, de manera que és impossible fer un nou examen. Diversos investigadors qüestionen la lliure acceptació de l'autenticitat de la declaració jurada i suggereixen que el comtat no estava disposat a acceptar les despeses de manteniment de les dues dones durant un període prolongat. Tot i que certament les dues dones eren delinqüents i mentideres, tal com va admetre el seu propi advocat defensor, els càrrecs eren febles i molta gent dubtava de la seva identificació com a Bender.

## Víctimes
- 1) Maig de 1871: senyor Jones. Cadàver trobat a Drum Creek amb un crani aixafat i la gola tallada.
- 2-3) Febrer de 1872: dos homes no identificats trobats al prat el febrer de 1872 amb els cranis aixafats i la gola tallada.
- 4) Desembre de 1872: Ben Brown, del comtat de Howard, Kansas. 2.600 dòlars extraviats (2021: 56.167 dòlars). Enterrat al pomerar.
- 5) Desembre de 1872: WF McCrotty. Co D 123a III infanteria. 38 dòlars (2021: 821 dòlars) i un vagó amb un equip de cavalls desaparegut.
- 6) Desembre de 1872: Henry McKenzie. Estava de trasllat a Independence des del comtat de Hamilton, Indiana. 36 dòlars extraviats (2021: 778 dòlars) i li faltava l'equip de cavalls que duia.
- 7) Desembre de 1872: Johnny Boyle. Del comtat de Howard, Kansas. Li faltaven 10 dòlars (2021: 216 dòlars), una euga de carreres i una sella de 850 dòlars (2021: 18.362 dòlars). Es trobà al pou dels Benders.
- 8-9) desembre de 1872: George Newton Longcor i la seva filla de 18 mesos, Mary Ann. Els diaris contemporanis van informar que el seu nom era "George W. Longcor" o "George Loncher", mentre que Mary Ann es dubtava de si tenia vuit anys o 18 mesos. Segons el cens del 1870, George i la seva dona, Mary Jane, eren veïns de Charles Ingalls i família a Independencea, mentre que els pares de la seva dona vivien a dues cases. Després de la mort del seu fill petit, Robert, de pneumònia el maig de 1871 i de la seva dona de 21 anys, Mary Jane (nascuda Gilmore), i després del naixement de Mary Ann diversos mesos després, George probablement tornaria a casa seva pares, Anthony i Mary (Hughes) Longcor, al comtat de Lee, Iowa. En preparació per al seu retorn a Iowa, George havia comprat un equip de cavalls al seu veí, el doctor William Henry York, que més tard va anar a buscar George i també va ser assassinat; tots dos eren veterans de la Guerra Civil. Faltaven 1.900 dòlars (2021: 41.045 dòlars). Es creia que la filla havia estat enterrada viva, però no es va demostrar. No es van trobar ferides al cos de la nena i estava completament vestida, inclosos els guants i la caputxa. Tots dos van ser enterrats junts al pomerar.
- 10) Desembre 1872: John Greary. Enterrat al pomerar.
- 11) Desembre de 1872: Red Smith. Enterrat al pomerar.
- 12) Desembre de 1872: Abigail Roberts. Enterrat al pomerar.
- 13-15) Desembre 1872: Diverses parts del cos. Les parts no pertanyien a cap de les altres víctimes trobades i es creu que pertanyien a almenys tres víctimes addicionals.
- 16-19) Desembre 1872: Durant la recerca, es van trobar els cossos de quatre mascles no identificats a Drum Creek i els voltants. Tots quatre tenien tallats cranis i gorges. Un podria haver estat Jack Bogart, el cavall del qual va ser comprat a un amic dels Benders després de desaparèixer el 1872.
- 20) Maig de 1873: doctor William York. Li faltaven 2.000 dòlars (2021: 43,206 dòlars). Enterrat al pomerar.

En incloure les parts del cos recuperades que no coincidien amb els cossos trobats, s'especula que les troballes representarien les restes de més de 20 víctimes. A excepció de McKenzie i York, que van ser enterrats a Independence; els Longcors, que van ser enterrats al comtat de Montgomery; i McCrotty, que va ser enterrat a Parsons, Kansas, no es va reclamar cap dels altres cossos i van ser soterrats a la base d'un petit turó a 1 milla (1.6 km) al sud-est de l'hort dels Benders, a l'actual ubicació coneguda com a "The Benders Mounds". L'escorcoll de la cabana va provocar la recuperació de tres martells: un martell de sabates, un martell d'urpa i un martell que semblava coincidir amb sagnats en alguns dels cranis. Aquests martells van ser entregats al museu Bender el 1967 pel fill de LeRoy Dick, el patró del municipi d'Osage que va dirigir la recerca de la propietat de Bender. Els martells es van exposar al Bender Museum de Cherryvale, Kansas, del 1967 al 1978, quan es va adquirir el lloc per a un parc de bombers. Quan es va intentar reubicar el museu, es va convertir en un punt de controvèrsia, ja que alguns locals que s'oposaven a què la ciutat fos coneguda pels assassinats de Bender. Els artefactes dels Bender van ser finalment entregats al Museu Cherryvale, on romanen en una vitrina muntada a la paret. El coronel York va trobar un ganivet amb una fulla cònica de quatre polzades amagat en un rellotge de la llar de foc a la casa dels Bender. El 1923 va ser donada al Museu d'Història de Kansas per l'esposa de York però no seria exposat; encara presenta taques de color marró vermellós a la fulla, i es pot veure a petició.
Un marcador històric que descriu els delictes de Benders es troba a la zona de descans a la cruïlla de la Ruta dels Estats Units 400 i la Ruta dels Estats Units 169 al nord de Cherryvale.

## Connexió ambLittle House on the Prairie
La família Ingalls, que es va fer famosa als llibres i a les sèries de televisió Little House on the Prairie, vivia prop d'Independence i Laura Ingalls Wilder va esmentar la família Bender en els seus escrits i discursos. El 1937 va pronunciar un discurs en una fira del llibre, que posteriorment es va transcriure i imprimir al Saturday Evening Post de setembre de 1978 i al llibre A Little House Sampler del 1988. Va mencionar la parada a la fonda, a més de relatar els rumors dels assassinats que s'estenien per la seva comunitat. Va al·legar que el seu pare, "Pa Ingalls", es va unir a una cacera vigilant dels assassins i, quan va parlar de cerques posteriors, va recordar: "En aquests moments, Pa sempre deia amb un estrany to de finalitat: "Mai no ho faran. Ser trobat.' Mai no es van trobar i més tard vaig arribar a les meves pròpies conclusions". Alguns han posat en dubte la història, dient que Laura hauria tingut només 4 anys quan la seva família es va allunyar de la zona i que els Bender van ser exposats el 1873, dos anys després de la sortida dels Ingalls.

## Aparicions als mitjans
- El conte curt d'Anthony Boucher "They Bite", de 1943, està situat en un oasi occidental on "Carkers" solia matar i menjar viatgers; es planteja la hipòtesi que eren els Bender (que, segons aquest relat, van menjar les seves víctimes) després de deixar Kansas. Encara hi ha alguna cosa que menja home a l’oasi i la hipòtesi és que els Bender es van relacionar amb algun tipus de poder sobrenatural al desert i es van convertir en gairebé immortals.[17][18]
- L'episodi 4 de la sèrie de televisió Stories of the Century de 1954, titulat "Kate Bender", es va centrar només en el fill i la filla.[19]
- Candle of the Wicked (1960), de Manly Wade Wellman, novel·la els esdeveniments previs al descobriment dels assassinats de Bender.[20][21]
- La temporada 4, l'episodi 22 (1961) de la sèrie de televisió Maverick titulada “Last Stop: Oblivion” té diversos elements dels crims històrics de Benders i de com es van descobrir finalment els seus assassinats: una dona jove busca el seu promès que va viatjar amb l'entrenador d’escena i va arribar al seu destí. Una família dirigeix una fonda en una estació de trasllat d’autocars escènics. Neguen que el jove es quedés a la seva posada, però la jove descobreix amb l'ajut de Bart Maverick que el seu promès i diversos viatgers han estat assassinats i enterrats a prop per l’hostaler i la seva família.[22]
- The Big Valley, Temporada 3, Episodi 6, "Ladykiller" (1967) representa de manera fluida la història dels Bloody Benders, ja que "la bonica filla d'un hostaler és l'esquer que s'utilitza per robar i matar els visitants". La fonda està separada per una cortina de lona, de la qual la família "Bleeck" mata els visitants (asseguts en una cadira d'honor) amb un martell. El pare és l'estrella convidada Royal Dano. La filla està interpretada per Marlyn Mason.[23]
- Katie (1982), de Michael McDowell, està basada en els Benders. En ella, John i Hannah Slape van establir un negoci d’endeví amb la seva filla Katie, autèntica clarivident, però homicida; Katie utilitza els seus talents per determinar quants diners tenen els seus clients abans d’enviar-los amb un martell.[24]
- La novel·la occidental The Hell Benders (1999) de Ken Hodgson se centra en la caça per als Benders després del descobriment dels seus crims.[25][26]
- A la novel·la American Gods de Neil Gaiman, el personatge principal Shadow i els seus associats, Mr. Nancy i Chernobog, visiten una clariana prop de Cherryvale, Kansas. El senyor Nancy explica a Shadow que un grup de persones (els Benders) solien fer sacrificis humans a Chernobog a la clariana. Chernobog, una deïtat russa, va treure aliment i poder dels assassinats perquè els Benders van utilitzar el seu instrument escollit, un martell.[27]
- La novel·la Cottonwood (2004), de Scott Phillips, compta amb Kate Bender en un paper secundari; la segona meitat del llibre té lloc durant el judici de dos presumptes membres supervivents de la família Bender.[28][29]
- La temporada 1, episodi 15 (2006) de la sèrie de televisió Supernatural, titulada "The Benders", al·ludeix als històrics Benders de diverses maneres; Ambientat a la contemporània Hibbing, Minnesota, compta amb una família d’assassins emocionals anomenats Pa, Missy, Lee i Jared Bender, la caiguda dels quals prové en última instància d’un xèrif que busca el seu germà desaparegut.[30]
- A la novel·la Massacre Trail (2009) de Lyle Brandt, els Benders són responsables de diverses matances a la propietat i són derrocats pel mariscal Jack Slade.[31]
- A la temporada 1, episodi 3 (2013) de la sèrie de comèdia Hulu Quick Draw, el personatge principal, el xèrif John Henry Hoyle, i el seu adjunt, Eli, són atrapats i presos com a ostatges pels Benders (John Sr., Elvira i Kate) mentre investigava un assassinat.
- La temporada 2, episodi 2 (2014) de la sèrie documental ID Evil Kin concerneix els Benders; s'entrevisten historiadors, autors i el director del Museu Històric Cherryvale.[32]
- El vuitè episodi de The Librarians, titulat "And the Heart of Darkness", retrata els Benders com a assassins en sèrie que van escapar de la justícia amagant-se a la màgica Casa del Refugi. Katie (Lea Zawada), retratada com una adolescent en lloc d’una jove adulta, va acabar desterrant la seva pròpia família i va prendre possessió de la casa, utilitzant-la per mantenir-se immortal mentre enganyava i assassinava a qualsevol que busqués refugi. Finalment va ser derrotada pels bibliotecaris durant una missió a Eslovàquia i convertida en pols per l'esperit de consergeria de la casa, que havia arribat a reconèixer-la com una influència maligna.[33]
- La novel·la Hell’s Half-Acre de Nicholas Nicastro (2015) explica l'esbargiment de l’assassinat i imagina els orígens dels personatges, especialment Katie Bender.[34]
- L'episodi "Hitchcock's Birds, Hope Diamond, Phineas Gang" de l'espectacle Mysteries at the Museum de Travel Channel parla de la història dels Benders. The Travel Channel llista l'episodi com a Temporada 3, Episodi 11 a la pantalla a través d’Hulu, però apareix com a Temporada 2, Episodi 19 al lloc web Travel Channel,[35] i Temporada 3, Episodi 9 a IMDB.[36]
- La família Bender s'esmenta a l'episodi 94 del podcast My Favorite Murder. Karen Kilgariff discuteix el cas i les teories sobre els Benders.
- En la seva col·lecció de contes de Bloodlands, Harold Schechter va cobrir la família Bender a "Little Slaughterhouse on the Prairie".[37]
- El videojoc Red Dead Redemption 2 (2018) presenta els personatges Bray i Tammy Aberdeen, que fan al·lusió a John Jr. i Kate Bender.[38][39]
- A Fargo (Temporada 4, Episodi 9), a l'entrada de The Barton Arms, una placa de Kansas Historical Marker per a “The Mellon Mounds” relata la història de la família Mellon, que va atreure viatgers desprevinguts a casa seva, els va matar amb un martell, i els va enterrar després. Tot i que els cossos van ser trobats a la primavera de 1894, els Mellons mai van ser capturats. Aquesta és una referència directa als Benders.[40]